# Бахтино (Марий Эл)
 Бахтино  — деревня в Новоторъяльском районе Республики Марий Эл. Входит в состав Масканурского сельского поселения.

## География
Находится в северо-восточной части республики Марий Эл на расстоянии приблизительно 13 км по прямой на север-северо-запад от районного центра посёлка Новый Торъял.

## История
Известна с 1795 года, в то время в Малой Толмани Бахтиных числилось 13 дворов, 63 жителя. В 1834 году в починке Малая Толмань Бахтиных было 4 двора. Всего насчитывалось 102 человека. В 1859 году здесь уже насчитывалось 178 жителей. В 1884 году на 21 двор и 110 жителей. В 1999 году в деревне числилось 9 дворов, проживали 7 мужчин и 9 женщин. Среди них 12 русских, 4 мари. В советское время работали колхозы «1 Мая», «Красное знамя», «Путь к коммунизму», «Масканурский».

## Население
Население составляло 19 человека (русские 84 %) в 2002 году, 12 в 2010.